# Power Girl
Power Girl (conocida como Kara Zor-L y Karen Starr) es una superheroína ficticia de DC Comics, que hace su primera aparición en All Star Comics #58 (enero / febrero de 1976). Power Girl es la prima del héroe insignia de DC, Superman, pero de un universo alternativo en el multiverso ficticio en el que se desarrollan las historias de DC Comics. Originalmente proveniente del mundo de la Tierra-Dos, concebida inicialmente como el hogar de los héroes de DC del tiempo de guerra, tal y como eran publicados en los cómics de la década de 1940, Power Girl se queda varada en el universo principal donde se establecen las historias de DC, y llega a conocer al Superman de ese mundo y a su propia contraparte, Supergirl.
Al igual que la historia de origen de Supergirl, Power Girl es la hija de la tía y el tío de Superman y es nativa del planeta Krypton. Los padres de la bebé Power Girl le permitieron escapar de la destrucción de su planeta natal colocándola en un cohete espacial. Aunque abandonó el planeta al mismo tiempo que lo hizo Superman, su nave tardó mucho más en llegar a la Tierra-Dos. En la Tierra, al igual que con otros kryptonianos, Power Girl descubrió que poseía habilidades como súper fuerza, vuelo y visión de calor, con lo que se convirtió en una protectora de inocentes y una heroína para la humanidad. A pesar de que los detalles específicos respecto a cómo varían a lo largo de nuevas versiones de su historia, Power Girl se queda varada en otra Tierra cuando una crisis cósmica afecta a su hogar de la Tierra-Dos, y luego se forja una identidad separada de su contraparte dimensional Supergirl una vez que se ven obligadas a coexistir.
Si bien Power Girl y Supergirl son biológicamente la misma persona, hay inmensas diferencias entre las dos. Power Girl es mucho mayor que su contraparte de Tierra Prima, y como tal tiene una figura más voluptuosa y con curvas, siendo su rasgo más notable entre los fans el gran tamaño de su busto. Comparada con Supergirl, es más equilibrada gracias a su madurez, y su estilo de pelea es más agresivo. Asimismo, adopta una identidad secreta diferente de la de su contraparte. Estos cambios están reflejados en las diferencias en sus uniformes y nombres de superheroínas. Power Girl tiene un peinado bob, y usa un uniforme distintivo blanco, rojo y azul, con un escote recortado. Su nombre de Power Girl (literalmente 'Chica Poder') refleja su determinación de no ser vista como una copia de Superman, sino más bien como una heroína por derecho propio, y esta decisión se refleja en la actitud fuerte e independiente del personaje. A lo largo de varias décadas, Power Girl ha sido miembro de equipos de superhéroes tales como la Sociedad de la Justicia de América, Infinity Inc., la Liga de la Justicia Europa o las Aves de Presa.
La historia de origen de Power Girl ha pasado por varios cambios, pero con el tiempo ha regresado a su versión original como la Supergirl de Tierra-Dos. La serie limitada Crisis on Infinite Earths eliminó a Tierra-Dos de la historia, lo que hizo que tuviera que cambiarse por retrocontinuidad como la nieta de un hechicero de la Atlántida conocido como Arion. Este cambio fue impopular y los guionistas representaban a esta Power Girl cambiada de manera inconsistente. La serie limitada Infinite Crisis de 2005 a 2006 restauró luego su estatus como una refugiada del Kriptón del destruido universo pre-crisis de Tierra-Dos. Esta historia ha sido la versión consistente desde entonces.

## Biografía

### Viaje desde Krypton-2
El padre de Kara descubre que Kryptón está a punto de explotar y la coloca en una nave espacial dirigida hacia la Tierra. Aunque esto ocurre al mismo tiempo que se lanza la nave de Kal-L, la nave de Kara viaja más lentamente y llega a la Tierra décadas después de que su primo haya aterrizado. La Simbionave de Kara está diseñada para mantenerla en estasis durante el viaje y proporcionarle experiencias de vida y educación en forma de realidad virtual. La Simbionave le permite interactuar con copias virtuales de sus padres y otros kryptonianos. Originalmente, para cuando ella llega a la Tierra, Kara es mostrada con una edad de entre veinte y veinticinco años. Sin embargo, como se mencionó en JSA Classified # 1, su edad de llegada se ha recalculado de manera retrocontinua a la de alrededor de dieciocho años en la continuidad post-Crisis.
En Showcase # 97, Kara es reapropiada por la Simbionave consciente y se ve reinmersa en la sociedad kandoriana por un tiempo. Transcurrieron varios años de tiempo virtual, en los que Kara se casa y tiene un hijo. Es liberada con la ayuda del periodista Andrew Vinson, momento en el que desactiva la nave.

### Debut
La existencia de Power Girl no se revela al público en general sino hasta mucho más tarde; su primo Clark y su esposa Lois Lane le brindan un ambiente familiar para ayudarla en su transición hacia las relaciones de la vida real. En su primera aventura registrada, Kara ayuda a los miembros de la Sociedad de la Justicia, Flash y Wildcat, a contener una erupción volcánica inducida artificialmente en China. Luego se une a Robin y al Star-Spangled Kid para formar un Super Escuadrón para ayudar a la Sociedad de la Justicia a derrotar a Brainwave y Per Degaton, que estaban causando desastres en todo el mundo. Kara empuja la base de estos villanos hacia el Sol, y el calor hace que los villanos caigan inconscientes. Posteriormente, se convierte en miembro de pleno derecho de la Sociedad cuando Superman se retira de la membresía activa.
Habiendo sido criada por la Simbionave con experiencias artificiales de vida kryptoniana, a Power Girl le resulta difícil adaptarse a la vida en la Tierra. Sin embargo, con la ayuda del periodista Andrew Vinson, adopta la identidad secreta de la programadora de computadores Karen Starr (ganando sus conocimientos en este campo al ser expuesta al Rayo púrpura de la Mujer Maravilla en la Isla Paraíso). En la Tierra-Dos pre-Crisis, la amiga más cercana de Power Girl es Huntress, la hija de Batman y Catwoman en Tierra-Dos.
El primer contacto entre Power Girl y el universo de la Tierra-Uno fue en el crossover Justice League of America # 147, escrito por Paul Levitz y Martin Pasko, donde el personaje muestra su atracción por esa realidad diciendo: «Tiene una versión mucho más agradable de Superman, ¿sabes?»

### Atlante
La serie limitada de 1986 Crisis on Infinite Earths borró la existencia del Superman de la Tierra-Dos, y la continuidad de Power Girl se vio sustancialmente afectada. Inicialmente Power Girl creía que era prima de Superman, como lo había sido antes del reinicio. Sin embargo, su historia fue cambiada por retrocontinuidad y se le dijo que era descendiente del hechicero atlante Arion y que estuvo congelada en animación suspendida durante milenios hasta la época actual.
Después de que la Sociedad de la Justicia de América se disolvió, Power Girl se unió a la Liga de la Justicia. Más tarde, mientras era miembro de la Liga de la Justicia Europa, sufrió una lesión casi fatal mientras luchaba contra un ser místico. Superman se ve forzado a ayudar en su tratamiento médico, utilizando su visión de calor para realizar una cirugía en los tejidos corporales de Power Girl que de otra manera serían invulnerables. Aunque se recupera, Power Girl queda significativamente más débil, ya que perdió sus poderes de visión y por un tiempo fue incapaz de volar. Sin embargo,  recuperó todos sus poderes con el tiempo. Power Girl adopta un gato tuerto y sarnoso, un animal que afectaría a gran parte del equipo. Un aspecto de esto es que su amado gato es usado por parte de delincuentes que reúnen inteligencia para espiar al grupo.
Durante el evento Hora Cero, Power Girl experimenta un embarazo místico y da a luz a un hijo (supuestamente llamado Equinox), que se hace mayor rápidamente. Finalmente el hijo desaparece, y nunca se le ha mencionado otra vez en el UDC.
Power Girl apareció en números posteriores de la serie Sovereign Seven, el cómic de propiedad de Chris Claremont que éste creó para DC. Sin embargo, el último número reveló que toda la serie había sido una historia que aparecía en un cómic, y que los eventos de la serie no habían tenido pertinencia con respecto a la continuidad de DC.
Power Girl fue una de los primeros agentes de Oracle. Su breve asociación terminó después de una misión desastrosa que resultó en una gran pérdida de vidas. Power Girl cree que el pobre liderazgo de Oracle fue responsable de la tragedia, disgustada porque Oracle sacrificara cientos de vidas y a ella misma siguiendo órdenes. Aunque ha trabajado con ella de nuevo en algunas ocasiones cuando ha sido necesario, la relación entre ambas es tensa. En Birds of Prey # 35, Power Girl admitió que ella es la principal culpable de la tensión, pero que es incapaz de superar los recuerdos de las muertes.
Power Girl es miembro clave de la Sociedad de la Justicia, equipo al que se unió cuando volvió a formarse a fines de los años noventa. Durante una aventura con la Sociedad, conoce a Arion, quien revela que la supuesta herencia atlante de Power Girl es una mentira que él inventó a instancias de la «madre» de Power Girl.
Mientras intenta salvar a su compañero de equipo Ted Grant de la nueva Crimson Avenger, Power Girl es gravemente herida por balas sobrenaturales disparadas desde las pistolas malditas de la heroína. A pesar de haber sido salvada por el Doctor Medianoche, Power Girl comenta que su experiencia cercana a la muerte le ha demostrado que necesita hacer más conexiones personales fuera de la comunidad de superhéroes.

### Crisis Infinita

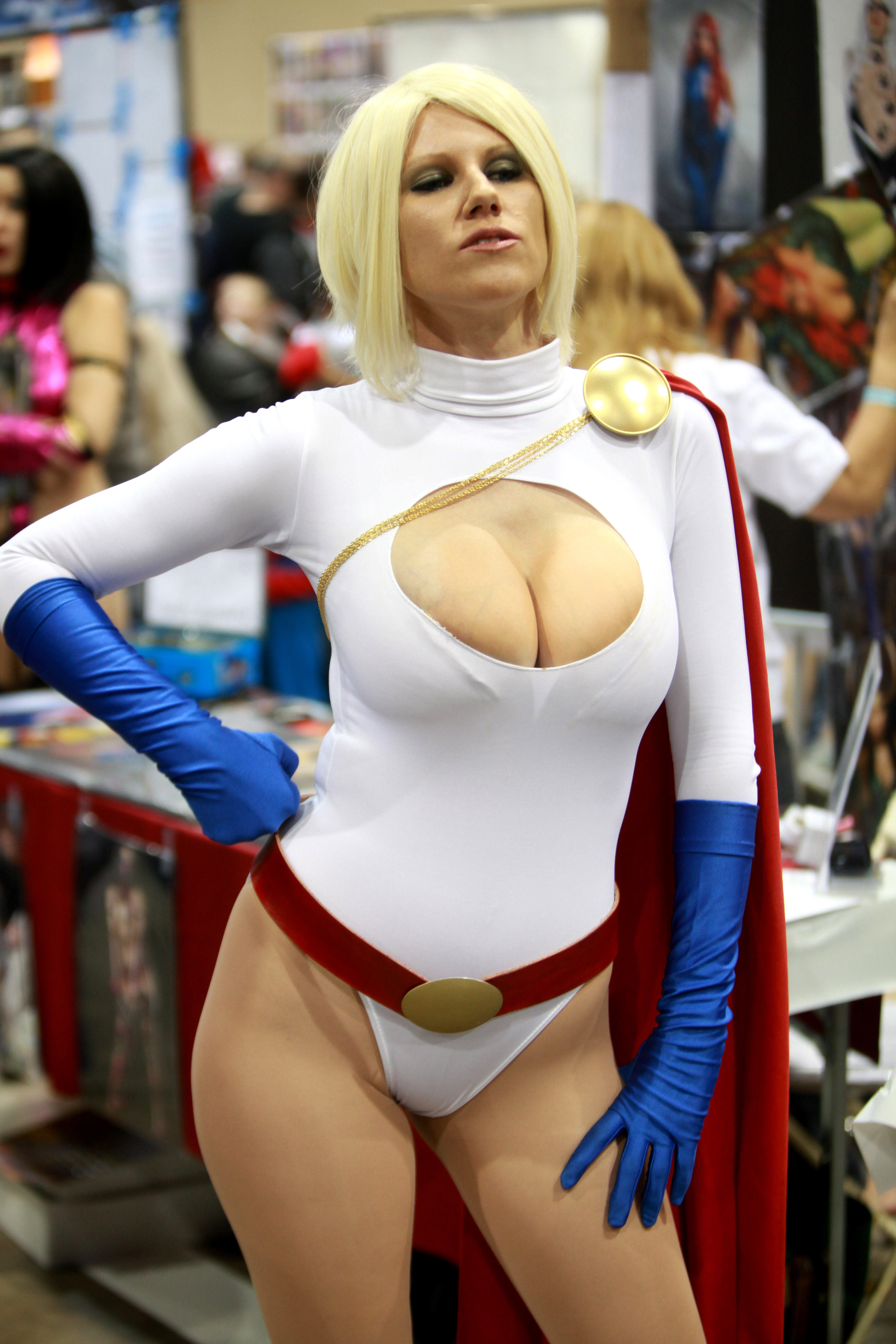
Chica disfrazada de Power Girl.

#### JSA Clasificado: Viaje de poder
Power Girl se altera al saber de labios de Arion que su origen atlante es mentira. (JSA N.º #50) Su madre adoptiva, Lois Lane Kent de Tierra-2, preparó la historia para la propia protección de Power Girl.
El Psico-Pirata le muestra a Kara múltiples versiones de su origen en un intento por volverla loca. Con el tiempo él revela la verdad, que el origen kryptoniano es su verdadero origen: Power Girl no sólo es una sobreviviente de Kryptón, sino que ella es la única de Tierra-2 en haber sobrevivido a la Crisis en Tierras Infinitas (aparte del mismo Psico-Pirata). Cómo sobrevivío y retuvo su origen pre-Crisis es incierto, después que otras personas de Tierra-2, como la Cazadora o Robin, no lo hicieron. La supervivencia de Power Girl posiblemente se conecta al hecho que Kal-L, su primo superviviente de Tierra-2 siguió con vida junto con Alexander Luthor Jr. - creando un «paraíso de bolsillo» en otra dimensión hasta el 2006 en la serie Crisis Infinita. (JSA: Clasificado N.º #1-4).

#### Los otros supervivientes
En las páginas de Crisis Infinita, Kal-L en persona regresa al universo DC post-Crisis, después de derribar las paredes de la dimensión del paraíso de bolsillo (Crisis Infinita Nº 1, 2006 ) en que él, Lois Lane Kent, Alexander Luthor Jr., y Superboy-Prime habían estado viviendo desde el fin de Crisis on Infinite Earths. (Orígenes & Archivos Secretos de la Crisis Infinita 2006). Consternados por el estado de rápido deterioro de los eventos en la Tierra contemporánea, su meta conjunta era reemplazar la Tierra post-Crisis con una Tierra-2 recreada. La primera misiòn de Kal-L es rastrear a Power Girl y explicarle los eventos de la Crisis original. Además le reitera su historia de pre-Crisis como su primo. Lois, enferma, restaura de manera inexplicable los recuerdos de Power Girl de Tierra-2 al tocarla. (Crisis Infinita N.º 2, JSA N.º #82 2006)
Poco después de esta revelación, Power Girl es confrontada por Superboy-Prime, quien la deja inconsciente (Crisis Infinita N.º #3, 2006). Prisionera, es atada sobre un «diapasón», un dispositivo controlado por Alex Luthor y cuyo propósito es regenerar las Tierras múltiples. Alex Luthor y Psico-Pirata obligan a Black Adam (quien también esta atado a la máquina) a decir «¡SHAZAM!», y usan la energía mágica ahora pura para dar energía a la torre (Crisis Infinita N.º #4, 2006). Después de la reaparición de la Tierra-2 creada, todos los que estaban asociados con esa Tierra son transportados a ella (si bien, Power Girl permanece en Tierra-1 gracias a su proximidad a la torre).
Tras ser llevada por Kal-L a la árida Tierra-Dos creada, Lois Lane Kent se desploma y muere. Tras una violenta confrontación entre los dos Superman, al final Kal-L llega a la conclusión de que Tierra-2 no había sido un mundo perfecto, asumiendo lo que el Superman de Tierra-1 le dice: «una tierra perfecta no necesita un Superman». (Crisis Infinita Nº 5, 2006)
Power Girl es liberada por Wonder Girl (Cassie Sandsmark) y Superboy (Kon-El), y se les une para luchar contra Superboy-Prime y Alex Luthor. Durante una batalla salvaje en el mundo Mogo, Superboy-Prime golpea brutalmente a Kal-L hasta matarlo, y luego es derrotado por Kal-El. Power Girl es llevada a Mogo por los Green Lantern Corps justo a tiempo para despedirse entre lágrimas de su primo agonizante.(Crisis Infinita Nº 7, 2006)
Power Girl sería lo que Kal-El fue alguna vez, la única sobreviviente de Krypton, pero en su caso, es la última hija de su Krypton.

### «Un año después»
En la historia «Un año después» de Supergirl, Kara asume el manto de Nightwing en un intento de liberar a los nativos de Kandor. Ultraman, haciéndose pasar por Kal-El y trabajando en concierto con la Saturn Queen, ha tomado el control de la ciudad embotellada. Kara Zor-El es la Flamebird de la ciudad y evita que las fuerzas de Ultraman ejecuten a la capturada Power Girl. Power Girl se ve obligada a abandonar Kandor junto con Kara (en contra de lo que creía) cuando Saturn Queen revela a Supergirl información sobre su pasado y propósito. Esto hace que crezca otra brecha entre las dos mujeres, ya que Power Girl siente que Supergirl ha dejado que toda una ciudad sufra, todo por sus propios deseos egoístas. Esta animosidad sigue estando presente en su siguiente encuentro con Supergirl.
Power Girl sigue siendo un miembro fundamental de la Sociedad de la Justicia, y es elegida presidenta del equipo tras la dimisión de Mr. Terrific.
Power Girl es invitada a unirse a las Aves de Presa de Oracle, pero se niega, afirmando que sólo lo hará «cuando el infierno se congele». Su rencor hacia Oracle es el resultado de una misión en la que sirvió como agente de Oracle y que acabó muy mal. Sin embargo, Power Girl acude en ayuda de Oracle contra el intento de la nueva Spy Smasher de hacerse con el control del equipo en Birds of Prey #108.
La aparición del Superman de Tierra-22 (y su parecido con Kal-L) molesta mucho a Kara cuando éste llega por primera vez a la Nueva Tierra. Sin embargo, al cabo de un tiempo se adoptan uno al otro como familia.
Tras los acontecimientos de Crisis Infinita, se crea un nuevo Multiverso. Entre ellos hay una Tierra-2 de la que su Power Girl y Superman han desaparecido. La Power Girl de esta Tierra regresa a Tierra-2 tras fracasar en su intento de encontrar a su primo. La Power Girl de Nueva Tierra es enviada accidentalmente a la Tierra-2 pre-Crisis por el dios del Tercer Mundo Gog.
La Power Girl de Nueva Tierra se enfrenta a la Power Girl y a la Sociedad de la Justicia Infinity de la nueva Tierra-2, debido a que el dolor y la rabia de la Power Girl de Tierra-2 por la pérdida de su primo la llevan a creer que la «otra» Power Girl es una impostora que juega algún papel en la ausencia de Superman. Power Girl regresa a Nueva Tierra con la ayuda del Michael Holt de Tierra-2, hasta que la Sociedad de la Justicia Infinity la sigue y la lleva de vuelta a Tierra-2, donde se revela que al recrearse el Multiverso se creó una nueva Tierra-2 así como duplicados de sus héroes, incluyendo su propia Power Girl. La Power Girl de la Nueva Tierra regresa entonces a su hogar con la Sociedad de la Justicia de América.

## Poderes y habilidades
Como la prima biológica de Superman, Power Girl exhibe todos los poderes kryptonianos clásicos: gran fuerza, velocidad, capacidad de volar, invulnerabilidad, visión de rayos x, visión telescópica, microscópica y de calor, aliento de viento helado, y super-oído. A lo largo de los años, varios escritores le han dado al poder kryptoniano de Power Girl diferentes niveles, lo que refleja los poderes inferiores del Superman de la Tierra-2, Kal-L. Por ejemplo, Power Girl puede volar por el espacio exterior, pero tiene que respirar, por lo que antes de abandonar un planeta, debe tomar aire profundamente y sostenerlo durante varias horas hasta necesitar una nueva fuente de oxígeno. Power Girl necesita dormir o experimentará desorientación debido a la fatiga. Sin embargo, como se mostró recientemente en Brightest Day, ahora obtiene sus superpoderes de la luz solar amarilla, al igual que Superman. La razón de este cambio aún no se ha explicado.
Dado que ella es de un universo alternativo (Tierra-2 pre-Crisis), la kryptonita no tiene ningún efecto sobre ella, pero sigue siendo vulnerable a la magia. Como Karen Starr, es una exitosa mujer de negocios y Mr. Terrific la considera una científica de primer nivel. A pesar de que Power Girl es de un universo alternativo, su biología sigue siendo similar a la de Superman. Como uno de los escasos personajes que sobrevivieron a Crisis on Infinite Earths, el editorial de DC inicialmente no estaba seguro de cómo mostrar al personaje e intentó mostrar a Power Girl con un origen no kryptoniano durante varios años. Los poderes de Power Girl han fluctuado desde 1986. Durante algún tiempo, Power Girl creyó que era atlanteana. En un momento, Power Girl poseía telequinesis, en otro, era vulnerable a ataques con ciertos elementos naturales (por ejemplo, armas de madera). Después de sufrir heridas graves por un ataque mágico, Power Girl quedó con apenas una porción de su súper fuerza, velocidad y durabilidad. Sin embargo, más tarde recuperó su capacidad de volar, y los guionistas han restaurado gradualmente sus superpoderes.

## Aspecto físico y uniformes
Las ilustraciones originales de Power Girl realizadas por Wally Wood (1976) la mostraban relativamente pechugona, pero por lo demás su figura y complexión se ajustaban en apariencia a las de otras mujeres de los cómics contemporáneos. Sin embargo, en Wonder Woman (vol. 3) #34 (2009), escrito por Gail Simone, la Canario Negro (Dinah Lance), dice que Power Girl tiene el mejor busto del UDC, describiendo sus atributos como un «tesoro nacional». Su uniforme más común es un leotardo blanco y ceñido de manga larga, que deja al descubierto sus piernas, con un escote recortado en el pecho.
Según el guionista, Jimmy Palmiotti, «[c]uando se creó el personaje, Wally Wood era el dibujante de Power Girl y estaba convencido de que los editores no le prestaban atención a nada de lo que hacía. Así que su entintador le dijo: "En cada número, voy a dibujar las tetas más y más grandes hasta que se den cuenta." Pasaron unos siete u ocho números antes de que alguien dijera: "Oye, ¿qué pasa con esas tetas?" Y ahí se detuvieron. Historia real».
Durante algún tiempo, Power Girl apareció con un físico muy atlético pero delgado. Los dibujantes Bart Sears (en la serie Justice League Europe) y, más tarde, Alex Ross (en la serie limitada Kingdom Come) restauraron la forma voluptuosa de Power Girl. Ross la representó como una Power Woman muy musculosa (como si fuera una ferviente culturista).
El personaje es representado constantemente como una joven con un busto grande, y su físico es uno de sus atributos más reconocibles, hasta el punto de que varios guionistas lo han reconocido tanto en tono serio como humorístico.
Por ejemplo, Justice League Europe #37 (1992) intenta explicar el revelador traje de Power Girl haciendo que Crimson Fox la interrogue al respecto; Power Girl le responde que el traje «muestra lo que soy: mujer, saludable. Si los hombres quieren degradarse mirándome fijamente, es problema de ellos, no voy a disculparme por ello».
Por el contrario, en JSA: Classified #2 (2005), el escritor Geoff Johns hace que Power Girl explique su escote a Superman, revelando que «la primera vez que hice este traje, quería tener un símbolo, como tú. Pero... no se me ocurría nada. Pensé que con el tiempo se me ocurriría algo. Y taparía el escote. Pero no lo he hecho». Un tratamiento similar del personaje puede verse en Superman/Batman #4 (escrito por Jeph Loeb), en el que los héroes necesitan distraer al Juguetero mientras Batman y Superman luchan contra el Capitán Marvel y el Hombre Halcón. Batman sugiere que el busto de Power Girl podría distraer al Juguetero, un adolescente de 13 años. Más tarde, el Juguetero intenta hacer una referencia al tamaño de su busto antes de ser interrumpido por Superman. Una variante de este chiste se incluye en la película Superman/Batman: Enemigos Públicos.
El diseño del traje de Power Girl ha variado mucho a lo largo de los años. Su traje clásico de All-Star Comics #58 es el que se utiliza hoy en día: capa y cinturón rojos, guantes y botas azules y un leotardo blanco con un escote recortado en el pecho (su tamaño y forma varían en función del dibujante). Según Gerry Conway, «¿La verdadera y estúpida razón del círculo? En aquella época, era una convención que los trajes de los héroes tuvieran un símbolo en el pecho. Pensé que una "P" gigante se vería tonto. El círculo pretendía ser un guiño a la convención sin ser convencional. No era algo sexy para nada, hasta que Wally Wood empezó a hacer las tintas». El escote se cerró por primera vez en All-Star Comics #64, con dibujos de Wood. Según Conway, la decisión fue dictada por la editora Jenette Kahn, porque «le parecía sexista». Durante su etapa en la Liga de la Justicia Europa/América, luce un leotardo de spandex amarillo y blanco y que cubre sus piernas y no lleva capa. Más tarde, usa uno azul y blanco con una minicapa, una cinta en la cabeza y un escote en forma de rombo en el pecho. También ha llevado una cinta en la cabeza, al igual que Supergirl antes de su muerte en Crisis in Infinite Earths. En una aparición como invitada en Green Lantern, Kara aparece en su gran armario con todos los trajes que ha llevado en la continuidad de DC, decidiendo qué traje ponerse para esa misión. Su traje original volvió cuando Johns y David Goyer la hicieron volver a unirse a la Sociedad de la Justicia.
En Justice League: Generation Lost #16, usa una variante de su traje tradicional que incluye pantalones.

## Imitaciones
Distintos artistas gráficos han imitado a Power Girl con el fin de desarrollar las fantasías que los autores de esta superheroína han despertado, especialmente una tan turgente como el suyo. Una de las imitadoras es Power Lass, renderizada por Mr. X, quien la dota de unos poderes inferiores a Wonder Woman y traje más ceñido.

## En otros medios

### Televisión
- Aunque Power Girl no apareció directamente en la serie animada Liga de la Justicia o en el seguimiento, Liga de la Justicia Ilimitada, el personaje de LJI Galatea (con la voz de Nicholle Tom) se basa en ella. Este personaje es un clon de Supergirl (también expresada por Tom) creada por Emil Hamilton (quien la ve como una hija, mientras que ella lo ve como una figura paterna) del Proyecto Cadmus como un plan de contingencia en caso de que la Liga de la Justicia se volviera contra los Estados Unidos. Aunque el clon se parece a Power Girl y lleva un peinado y un traje similares (en un momento dado, cubre brevemente una toalla de ejercicios roja sobre su hombro, que se asemeja a la media capa de su contraparte de cómic), su personalidad y origen son significativamente diferentes, ya que un supervillano que busca la destrucción de la liga. Ella también posee un vínculo mental con Supergirl, lo que les permite experimentar los recuerdos recientes de los demás en forma de sueños. Galatea aparece por primera vez en el sexto episodio de la primera temporada, "Fearful Symmetry". Posteriormente aparece al final de "Flashpoint" de la temporada 2, y se la ve por última vez en "Panic in the Sky" de la temporada 2. En su última aparición, "Panic in the Sky", lucha contra Supergirl por el control de la Watchtower. Ella es derrotada por Supergirl, quien la atrapa en un contacto, causando que todo el poder de la Watchtower fluya a través de ella, causando una sobrecarga. Después de la oleada masiva de electricidad, ella se queda espasmódica y catatónica; se desconoce si ella finalmente sobrevive. A la inversa, Supergirl de esta continuidad toma prestados varios elementos de Power Girl, como haber estado en animación suspendida (que no se había introducido en la mitología Kara Zor-El en ese momento) y ser un primo sustituto de Kal-El en lugar de un pariente biológico. Además, en su primera aparición, en Superman: la serie animada, cuando conoce a Jimmy Olsen por primera vez, ella no tiene disfraz y le dice que su nombre es "Karen".
- Smallville
  - En el episodio "Visage" de la temporada 2 de Smallville, Chloe Sullivan identifica a Tina Greer (Lizzy Caplan) por el apodo de "Power Girl".
  - En el episodio "Extinción" de la temporada 3 de Smallville, la base de datos de "fenómenos de meteoros" creada por Chloe Sullivan utiliza un programa llamado Starr-Ware Database System 5.0, que alude a la existencia de la corporación de Karen Starr, Starrware, en el universo de Smallville.
  - En el final de la temporada 3 de Smallville "Covenant", una chica llamada Kara (interpretada por Adrianne Palicki) dice ser de Krypton, aunque no dice ser la pariente de Kal-El. Sin embargo, cuando Lana Lang pregunta quién es ella, Clark finge que Kara es su prima visitante. Al final del episodio, se revela que es Lindsay Harrison, una persona con poder y posiblemente con un lavado de cerebro gracias a la tecnología de Jor-El. Al igual que muchos de los futuros superhéroes del programa, que tienden a vestirse con los mismos colores que los disfraces de sus homólogos de cómics, Lindsay está vestida de blanco, a juego con el color del traje de Power Girl (menos la capa roja y las botas azules, como Lindsay nunca usó una chaqueta o zapatos).
  - En el episodio "Supergirl" de la temporada 10 de Smallville, Lois Lane sugiere "Power Girl" como nombre para Kara Zor-El (entonces conocida como "Maiden of Might").
- El productor ejecutivo de The Flash, Andrew Kreisberg, insinuó que Power Girl podría aparecer en la serie.[47]
- En el episodio de DC Super Hero Girls, "#Powersurge", Supergirl (con la voz de Nicole Sullivan) se presume muerta después de una gran batalla con Livewire y decide reinventarse como una nueva heroína y se convierte en Power Girl. Se hace referencia a sus orígenes de cómic en Tierra-2 cuando Superman comienza a sospechar del engaño y ella inventa una historia sobre el terreno sobre ser la Supergirl de un universo alternativo.

### Película
- Power Girl aparece en la película animada de Superman/Batman: Enemigos Públicos, con la voz de Allison Mack. Esto marca su primera aparición real en animación, a diferencia de la versión anterior de JLU que se basa simplemente en ella.[48] En la película, ella trabaja bajo el mando del Capitán Átomo, quien está bajo las órdenes del Presidente Lex Luthor. Cuando se enmarca a Superman para asesinar a Metallo, ella es la única de su grupo que duda realmente de su culpa, y luego cambia de bando y lo ayuda a él y a Batman. Ella enojada ataca a Major Force después de que se revela, mató a Metallo y casi mata a Batman; en la lucha, ella rompe accidentalmente el traje de contención de la Fuerza, casi causando que explote, lo que desataría sus energías nucleares en la ciudad. El desastre potencial es evitado por el Capitán Átomo, que absorbe toda la energía de la Fuerza moribunda en su propio traje de contención, haciéndose considerablemente más poderoso en el proceso, pero desmayándose por la tensión. Más tarde se revela que les ayudó a escapar de Hombre Halcón y el Capitán Marvel. Al igual que en la novela gráfica en la que se basa la película, se le asigna vigilar al nuevo adolescente Toyman, Hiro Okamura, que la encuentra bastante atractiva, incluso "probando" sus gafas de rayos X en ella, lo que ella encuentra ofensiva; así que ella le rompe las gafas y lo evita a partir de ese momento (él también intenta hacer un comentario sobre el tamaño de su pecho antes de ser interrumpido por Batman). Lex Luthor la deja inconsciente en su nuevo traje de batalla mejorado con kryptonita, pero se recupera y se la ve al final, junto con los miembros de su escuadrón, que llevan al ahora condenado Luthor a la custodia.
- Power Girl hace un cameo como miembro del Sindicato del Crimen de América en la película animada Justice League: Crisis on Two Earths, concebida como la versión de la realidad alternativa de Supergirl.
- Power Girl es interpretada por Ashley Hinshaw en el cortometraje de 2011 The Death and Return of Superman.[49][50]
- Si bien Power Girl no aparece, la película animada de Batman y Harley Quinn presenta brevemente a una camarera, en un restaurante de superhéroes llamado Superbabes, que viste un disfraz de Power Girl. El mismo restaurante se muestra para ofrecer un "Power Girl Jumbo Combo".
- Power Girl hace una breve aparición en Teen Titans Go! to the Movies.

### Misceláneo
- Power girl aparece en el Universo animado de DC Comics en la serie de cómics: Aventuras en el DC Universe Vol 1 6, Liga de la Justicia Ilimitada Vol 1 13, Liga de la Justicia Ilimitada Vol 1 16, Liga de la Justicia Ilimitada Vol 1 3, Liga de la Justicia Ilimitada Vol 1 34, Liga de la Justicia Ilimitada Vol. 1 8 y Superman & Batman Magazine Vol. 1 1.
- Power Girl aparece en Batman: The Brave and the Bold # 1 (marzo de 2009), en la que ayuda a Batman a detener a Lex Luthor. Al igual que su contraparte cómica principal, provenía de un Krypton de un universo alternativo. En su identidad civil, se llama Karen Starr y es una programadora de computadoras. Su objetivo es crear un dispositivo para monitorear la condición de la Tierra, para que su nuevo planeta hogar no sufra el destino de Krypton.[51]

### Videojuegos
- Power Girl aparece en el videojuego DC Universe Online, con la voz de Adrienne Mishler. En la campaña de los villanos, los jugadores ayudan a Parasite a derrotar a Power Girl y obtener una muestra de su ADN para que Lex Luthor pueda estar un paso por delante de descifrar el código genético kryptoniano. También es un personaje jugable en DC Universe Online a través de "Legends PvP".
- Power Girl aparece como DLC en Lego Batman 3: Beyond Gotham.[52]
- Power Girl aparece en Injustice 2 como la piel principal de Supergirl, con la voz de Sara Cravens.[53]

## Lecturas esenciales
- Crisis Infinita
- JSA Clasificado: El origen de Power Girl